# Guerre de l'Eelam IV
Guerre civile du Sri Lanka
Batailles
Opération Victoire définitive (en)

Offensive de l'armée srilankaise de 2008-2009 (en)
La guerre de l'Eelam IV est le nom donné à la quatrième phase du conflit armé entre l'armée srilankaise et les Tigres de libération de l'Eelam tamoul (LTTE).
La reprise des hostilités a commencé le 26 juillet 2006, lorsque des avions de combat de l'armée de l'air srilankaise (SLAF) ont bombardé plusieurs camps des LTTE autour de l'anicut (en) du Mavil Aru (en). Le casus belli du gouvernement était que les LTTE avaient coupé l'approvisionnement en eau des rizières environnantes de la région. La fermeture des vannes du Mavil Aru le 21 juillet 2006 a privé d'eau plus de 15 000 personnes, des colons cinghalais et musulmans dans le cadre de programmes de colonisation parrainés par l'État srilankais (en) dans le Trinquemalay. Les combats ont repris après un cessez-le-feu de quatre ans entre le gouvernement du Sri Lanka (en) et les LTTE. La poursuite des combats a conduit à plusieurs gains territoriaux pour l'armée srilankaise, y compris la capture de Sampur, Vakarai et d'autres parties de l'est. La guerre a pris une dimension supplémentaire lorsque les Tigres de l'air des LTTE ont bombardé la base aérienne de Katunayake le 26 mars 2007, la première attaque aérienne rebelle sans aide extérieure de l'histoire[réf. nécessaire].
La Guerre de l'Eelam IV s'est terminée le 18 mai 2009 avec la prise de contrôle par l'armée srilankaise du dernier morceau de territoire détenu par le LTTE et avec la mort du chef des LTTE Velupillai Prabhakaran. Les derniers jours de la guerre près de la lagune de Nanthi Kadal (en), dans le nord-est de l'île, ont vu de très violents combats et ont conduit les forces srilankaises à être accusées de crimes de guerre, ce que le gouvernement a nié. Quelque 300 000 civils tamouls piégés à l'intérieur de la zone de guerre et empêchés de s'échapper par les LTTE ont été pris entre deux feux pendant la phase finale de la guerre.

## Processus de paix de 2002
Les élections du 5 décembre 2001 ont vu une large victoire du Parti national uni, dirigé par Ranil Wickremesinghe, qui a fait campagne sur une plate-forme pro-paix et s'est engagé à trouver un règlement négocié au conflit.
Le 19 décembre, au milieu des efforts déployés par la Norvège pour amener le gouvernement et les Tigres tamouls à la table des négociations, le LTTE a annoncé un cessez-le-feu de 30 jours avec le gouvernement srilankais et s'est engagé à mettre fin à toutes les attaques contre les forces gouvernementales. Le nouveau gouvernement a salué cette décision et lui a rendu la pareille 2 jours plus tard, annonçant un cessez-le-feu d'un mois et acceptant de lever un embargo économique de longue date sur le territoire tenu par les rebelles.

### Mémorandum d'entente
Les deux parties ont officialisé un mémorandum d'entente le 22 février 2002 et signé un accord de cessez-le-feu permanent. La Norvège a été nommée médiatrice et il a été décidé qu'elle, avec les autres pays nordiques, surveillerait le cessez-le-feu par l'intermédiaire d'un comité d'experts nommé Mission de surveillance au Sri Lanka (en). En août 2002, le gouvernement a accepté de lever l'interdiction des LTTE et a ouvert la voie à la reprise des négociations directes avec les LTTE.

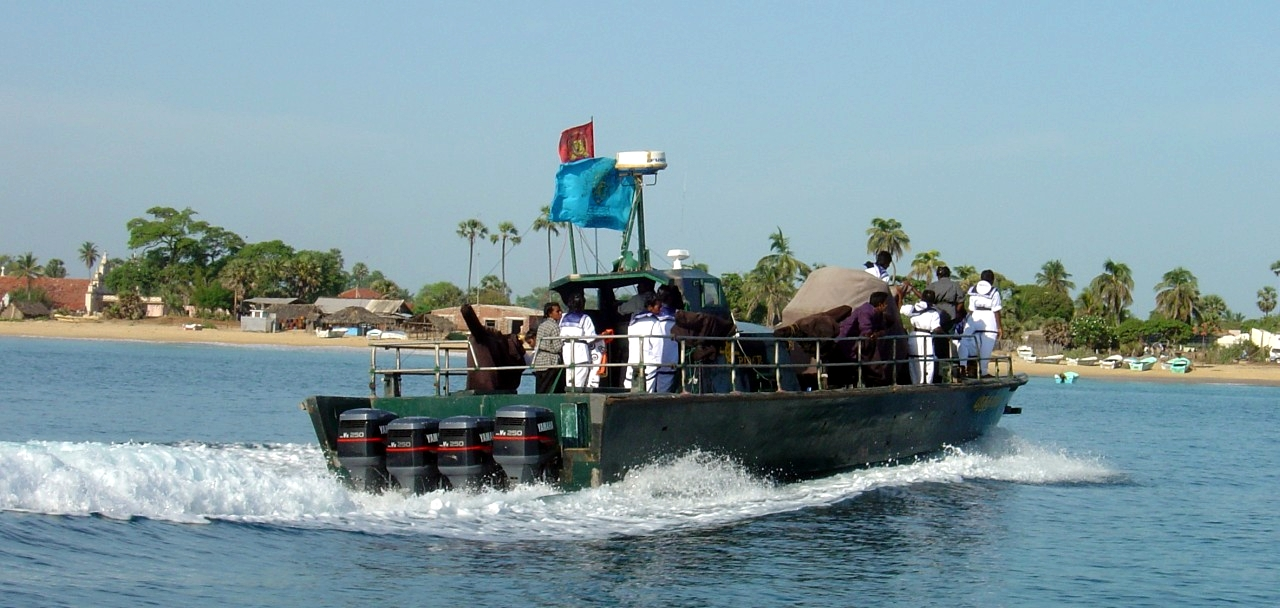
Bateau des Tigres de mer des LTTE patrouillant pendant la paix.

Après la signature de l'accord de cessez-le-feu, les vols commerciaux vers Jaffna ont commencé et les LTTE ont ouvert la principale autoroute A9, qui reliait la zone contrôlée par le gouvernement dans le sud à Jaffna et traversait le territoire des LTTE, permettant pour la première fois le trafic civil à travers la région du Vanni (en). dans de nombreuses années. De nombreux pays étrangers ont également offert un soutien financier substantiel si la paix était réalisée et l'optimisme grandissait quant à la fin du conflit qui durait depuis des décennies.
Les pourparlers de paix très attendus ont commencé le 16 septembre à la base navale de Sattahip, dans la province de Chonburi, en Thaïlande, et cinq autres rondes ont suivi à Rose Garden, dans la province de Nakhon Pathom, en Norvège et à Berlin en Allemagne. Au cours des pourparlers, les deux parties ont convenu du principe d'une solution fédérale et les Tigres ont abandonné leur demande de longue date d'un État séparé. C'était un compromis clé des LTTE, qui avait toujours insisté sur un État tamoul indépendant et cela représentait également un compromis du gouvernement, qui avait rarement accepté plus qu'une décentralisation minimale. Les deux parties ont également échangé des prisonniers de guerre pour la première fois.

## Début de la guerre
Une nouvelle crise menant aux premiers combats à grande échelle depuis la signature du cessez-le-feu s'est produite en 2006 lorsque les LTTE ont fermé les vannes du réservoir du Mavil Aru (en) le 21 juillet et coupé l'approvisionnement en eau de 15 000 villages dans les zones contrôlées par le gouvernement. Après l'échec des négociations initiales et des efforts de la Mission de surveillance au Sri Lanka pour ouvrir les vannes, l'armée de l'air a attaqué les positions des LTTE le 26 juillet et les troupes au sol ont commencé une opération pour ouvrir les vannes. Palitha Kohona, porte-parole du gouvernement, a déclaré que le gouvernement restait attaché au cessez-le-feu. De même, les LTTE ont également affirmé qu'ils étaient attachés au cessez-le-feu.
Les vannes ont finalement été rouvertes le 8 août, avec des rapports contradictoires quant à savoir qui les a réellement ouvertes. Initialement, le SLMM a affirmé avoir réussi à persuader les LTTE de lever le blocus de la voie navigable sous condition. Cependant, un porte-parole du gouvernement a déclaré que « les services publics ne pouvaient pas être utilisés comme outils de négociation » par les rebelles et les forces gouvernementales ont lancé de nouvelles attaques contre les positions des LTTE autour du réservoir. Ces attaques ont suscité la condamnation du chef d'état-major du SLMM, qui a déclaré « (Le gouvernement) dispose d'informations selon lesquelles les LTTE a fait cette offre ». « Il est tout à fait évident qu'ils ne s'intéressent pas à l'eau. Ils s'intéressent à autre chose. » Les LTTE ont ensuite affirmé avoir ouvert les vannes « pour des raisons humanitaires. »,. Finalement, après de violents combats avec les rebelles, les troupes gouvernementales ont pris le contrôle total du réservoir du Mavil Aru le 15 août.

## Guerre dans l'Est
La guerre entre les LTTE et le gouvernement srilankais a commencé après l'échec du cessez-le-feu négocié par la Norvège le 21 juillet 2006, lorsque les LTTE ont coupé l'approvisionnement en eau des rizières de la région du Mavil Aru, dans le district oriental de Trinquemalay. L'armée gouvernementale a revendiqué le contrôle total de la province orientale après avoir capturé le Thoppigala (Casquette du Baron) le 11 juillet 2007 au terme de l'opération Victoire définitive (en) après près d'un an de combats.[16]
Le Tamil Makkal Viduthalai Pulikal (en) (TMVP) a concouru à l'élection du conseil local du district électoral de Batticaloa (en) le 10 mars 2008 et a remporté les 9 conseils avec une forte majorité de 70% des voix. Le parti a également concouru à l'élection du Conseil provincial de l'Est (en) le 10 mai 2008 sous la bannière au pouvoir de l'Alliance de la liberté du peuple uni (UPFA) et l'UPFA a remporté l'élection. Le dirigeant actuel du TMVP, Sivanesathurai Chandrakanthan (en), a prêté serment en tant que ministre en chef du Conseil provincial de l'Est le 16 mai 2008.

## Situation politique dans le Nord et dans l'Est
Vinayagamoorthy Muralitharan a également été accusé de violations flagrantes des droits humains, telles que la formation d'escadrons de la mort, le harcèlement de journalistes, les exécutions extrajudiciaires, les enlèvements et l'utilisation d'enfants soldats contre les LTTE,,. En dehors de cela, son groupe s'est séparé en raison de prétendus problèmes de corruption financière. Vinayagamoorthy Muralitharan, avec l'aide du gouvernement du Sri Lanka, a été introduit clandestinement en Grande-Bretagne pour y trouver refuge,. Il a ensuite été arrêté par les autorités britanniques pour entrée illégale (en) et fait l'objet d'une enquête pour crimes de guerre.

## Retrait du Sri Lanka du cessez-le-feu
Le 2 janvier 2008, le gouvernement srilankais a décidé à l'unanimité de se retirer formellement du cessez-le-feu avec les rebelles séparatistes des Tigres tamouls, qui n'existait que sur le papier depuis deux ans. Le Premier ministre Ratnasiri Wickremanayake avait proposé que le cabinet annule la trêve après un nouvel attentat à la bombe le 2 janvier dans la capitale, Colombo, tuant cinq personnes et en blessant plus de 28.

« Hier (3 janvier 2008), le gouvernement du Sri Lanka a officiellement notifié au gouvernement norvégien sa décision de mettre fin à l'accord de « cessez-le-feu (CFA) entre le gouvernement de la République socialiste démocratique du Sri Lanka et les Tigres de libération de l'Eelam tamoul ». conclu le 22 février 2002. Cette notification était aux termes de l'article 4:4 du présent accord et prendra effet 14 jours à compter de la date de cet avis, c'est-à-dire le 16 janvier 2008. En conséquence, l'Accord sur le statut de la Mission (SOMA) sur l'établissement et la gestion de la Mission de surveillance au Sri Lanka (SLMM) datée du 18 mars 2002 entre le gouvernement royal norvégien et le gouvernement de la République socialiste démocratique de Sri Lanka prendra également fin avec effet au 16 janvier 2008. »

.
C'était au milieu des demandes du secrétaire à la Défense Gotabaya Rajapaksa le 29 décembre 2007. Des pays donateurs comme les États-Unis, le Canada et la Norvège ont exprimé de profonds regrets face à cette décision du gouvernement srilankais. L'Inde voisine a également montré sa consternation face à l'abrogation du cessez-le-feu par le Sri Lanka.

## Guerre dans le Nord

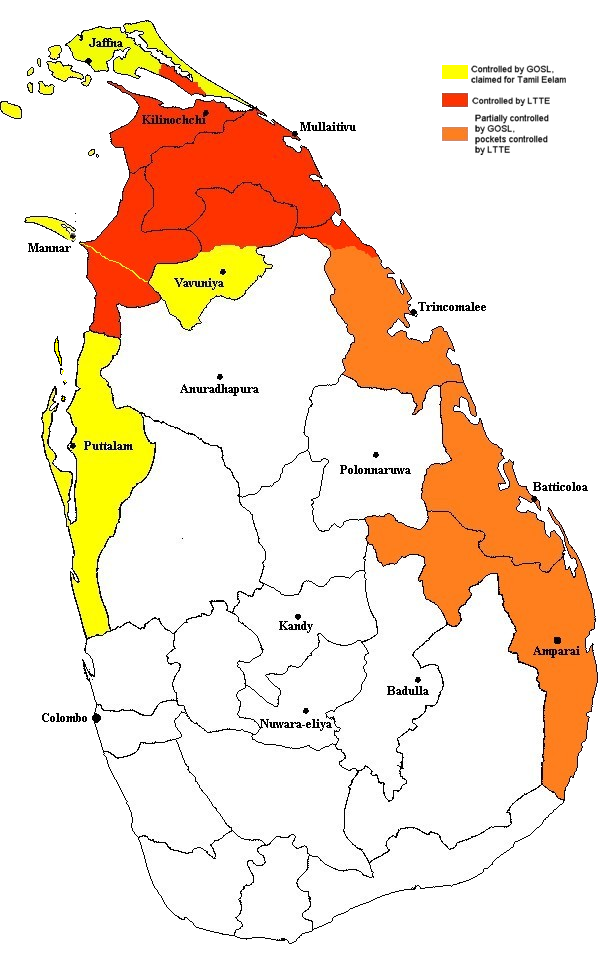
La zone rouge montre les zones approximatives du Sri Lanka contrôlées par le LTTE et le gouvernement, en décembre 2005.

Pendant ce temps, dans le nord du pays, certains des combats les plus sanglants depuis 2001 ont eu lieu après que les LTTE ont lancé des attaques massives contre les lignes de défense de l'armée srilankaise (en) dans la péninsule de Jaffna le 11 août. Les LTTE ont utilisé une force de 400 à 500 combattants dans des attaques qui consistaient en des assauts terrestres et amphibies, et ont également tiré un barrage d'artillerie sur les positions gouvernementales, y compris la base aérienne militaire clé de Palali. Au départ, les Tigres ont franchi les lignes de défense de l'armée autour de Muhamalai (en) et ont avancé plus au nord, mais ils ont été stoppés après 10 heures de combats acharnés. Des batailles isolées se sont poursuivies au cours des jours suivants, mais le LTTE a été contraint d'abandonner son offensive en raison de lourdes pertes.
Des combats sporadiques dans le Nord durent depuis des mois, mais l'intensité des affrontements a augmenté depuis septembre 2007. Lors d'affrontements dans les lignes de défense avancées, séparant leurs forces, les deux camps échangent des tirs d'artillerie lourde, suivis d'incursions militaires. Le 22 décembre 2007, les défenses des LTTE à Uyilankulama et Thampanai ont été perdues face à l'avancée des troupes de l'armée srilankaise. Le 29 décembre 2007, l'armée a envahi le bastion des LTTE à Parappakandal, Mannar.
Dans une interview au Sunday Observer (en), le commandant de l'armée srilankaise, le lieutenant-général Sarath Fonseka, a déclaré que l'armée avait occupé les lignes de défense avancées des LTTE et encerclé les bases des LTTE du Vanni dans toutes les directions. Il a également déclaré qu'il restait environ 3 000 Tigres et que les objectifs militaires étaient de les anéantir au cours des six premiers mois de 2008. Un jour plus tard, des déclarations moins optimistes ont été faites par les commandants de l'armée, de l'armée de l'air et de la marine. Le lieutenant-général Fonseka pensait qu'il était possible de vaincre les LTTE en 2008.
L'armée srilankaise a affirmé que le chef des LTTE Velupillai Prabhakaran a été grièvement blessé lors de frappes aériennes menées par l'armée de l'air srilankaise sur un complexe de bunkers à Jayanthinagar le 26 novembre 2007. Plus tôt, le 2 novembre 2007, Suppayya Paramu Thamilselvan, qui était le chef de l'aile politique des rebelles, a été tué lors d'un autre raid aérien du gouvernement. L'armée de l'air srilankaise a ouvertement juré de détruire toute la direction du LTTE. Le 5 janvier 2008, le colonel Charles, chef du renseignement militaire des LTTE, a été tué dans une embuscade à la mine Claymore par une unité présumée de pénétration profonde de l'armée srilankaise, selon un site Internet pro-LTTE.
Avant l'offensive de l'armée srilankaise de 2008-2009 (en), la guerre sur le front nord était dans une impasse en raison de la topologie unique des deux principales lignes de défense avancées, la ligne de défense avancée de Nagarcoil (en) et la ligne de défense avancée de Muhamalai (en).

## Capture du district de Mannar
Le 2 août 2008, l'armée srilankaise a capturé la ville de Vellankulam (en) qui était le dernier bastion des Tigres dans le district de Mannar. Cela a marqué la prise de tout le district de Mannar par l'armée, ce qui a pris huit mois.

## Batailles en mer
Le 22 mars 2008, un bateau d'attaque rapide de la marine a été détruit après avoir heurté une mine marine présumée posée par les rebelles des Tigres tamouls au large de la côte nord-est du pays,.

## Guerre aérienne
La bataille aérienne est importante pour les deux camps dans cette phase de guerre. L'armée de l'air srilankaise a utilisé ses avions d'attaque pour mener une campagne de bombardements contre des cibles identifiées des LTTE. Les Tigres de l'air des LTTE ont également utilisé leurs avions légers pour bombarder l'armée srilankaise.

### Frappes aériennes majeures de la SLAF
- Le 14 août 2006, la SLAF a bombardé une installation dans la région de Mullaitivu tenue par les rebelles. Les LTTE a affirmé que 61 filles avaient été tuées, le SLMM a déclaré n'avoir pu compter que 19 corps[45]. Le gouvernement a affirmé qu'il s'agissait d'un centre de formation des LTTE et que les enfants étaient des enfants soldats des LTTE[46], bien que les LTTE aient affirmé que les victimes étaient des écolières suivant un cours de secourisme dans un orphelinat. Une équipe de l'UNICEF et de la Mission de surveillance du Sri Lanka (SLMM) dirigée par la Suède s'est rendue sur le site bombardé et a déclaré n'avoir trouvé aucune preuve à l'appui des affirmations selon lesquelles les rebelles utilisaient l'installation comme centre d'entraînement militaire.
- Le 7 mai 2007 vers 7 h 25, des avions de combat supersoniques de la SLAF ont bombardé une base stratégique des LTTE et un important stockage de carburant à Ramanatpuram, à l'est d'Iranamadu (en).
- En novembre 2007, Suppayya Paramu Thamilselvan, ainsi que cinq autres rebelles tamouls de haut rang, ont été tués par une frappe aérienne de précision menée par la SLAF sur un lieu tenu secret près de la ville bastion des rebelles de Kilinochchi.

### Frappes aériennes des LTTE
- Les frappes aériennes des LTTE ont eu lieu pour la première fois de l'histoire le 26 mars 2007 sur une base de la SLAF à Katunayake, tuant trois membres de l'armée de l'air et en blessant plusieurs.
- Des avions du LTTE ont attaqué le complexe militaire de Palali en larguant des bombes le 23 avril 2007, tuant 6 soldats et en blessant 13.
- Les LTTE ont attaqué la base aérienne de Katunayake pour la deuxième fois le 26 avril 2007, un mois après leur première attaque au même endroit.
- Aux premières heures du 29 avril 2007, des avions des LTTE ont bombardé deux réservoirs de carburant à Kolonnawa et Muthurajawela près de Colombo.

#### Raid sur la base de Palali
Le 23 avril, les Tigres de l'air ont mené leur deuxième raid. Un avion a volé vers la base aérienne de Palali près de Jaffna, qui est le principal complexe militaire de la région. Les tirs antiaériens ont empêché l'avion de bombarder les pistes, mais il a plutôt largué ses bombes sur un bunker militaire voisin, tuant 6 soldats.

#### Raids sur Colombo
Le 26 avril, les défenses aériennes du Sri Lanka à Colombo ont tiré dans le ciel à la suite d'informations selon lesquelles des avions non identifiés avaient été repérés au radar. Aucune attaque n'a été signalée.
Cependant, quelques jours plus tard, au petit matin du 29 avril, alors que toute la nation regardait la finale de la Coupe du monde de cricket de 2007, un avion des Tigres a bombardé deux installations de stockage de carburant à l'extérieur de Colombo. Le chaos a suivi et l'électricité dans la capitale a été coupée pendant près d'une heure. Il n'y a pas eu de victimes et des dégâts minimes. Les forces de sécurité n'ont pas pu abattre l'avion, ce qui a suscité de nombreuses critiques de la part du public et des partis politiques d'opposition.
Bien que le gouvernement ait minimisé l'attaque, le directeur national de Shell au Sri Lanka, Hassan Madan, a déclaré à l'AFP « Il y a eu de gros dégâts dans notre installation de lutte contre les incendies et nous estimons qu'il nous en coûtera plus de 75 millions de roupies (700 000 dollars) pour remettre les choses en place. »
Le 22 octobre 2007, les Tigres de l'air ont lancé un assaut interarmes avant l'aube sur une base aérienne de la SLAF à Anurâdhapura, à environ 212 kilomètres au nord de la capitale Colombo.
Selon le ministère de la Défense srilankais (en), l'assaut a commencé vers 3 h 20, les forces terrestres des LTTE attaquant la base aérienne et envahissant des positions clés, y compris une position anti-aérienne, avant que les avions ultra-légers des Tigres de l'air ne larguent des bombes sur les positions gouvernementales. Cela a entraîné la destruction de 8 avions et des dommages à plusieurs autres. L'attaque n'a affecté que l'élément d'entraînement de la SLAF.

## Conclusion de la guerre
Le dernier bastion des Tigres tamouls, Mullaitivu, tombe le 25 janvier 2009, ultime zone urbaine et base navale par laquelle transitait tout l'approvisionnement des Tigres.
Le 19 mai 2009, l'armée srilankaise a effectivement conclu son opération de 26 ans contre le LTTE après l'annonce par le gouvernement de la fin de la guerre.
La 58e division (en) de l'armée srilankaise dirigée par le brigadier Shavendra Silva (en), 59e division (en) dirigée par le brigadier Prasanna De Silva (en) et la 53e division (en) commandée par le général Kamal Gunaratne Kamal Gunaratne (en), après avoir enfermé les cadres restants des LTTE sur une étroite bande côtière de moins de 1 km2 près de la lagune de Nanthi Kadal (en), se sont liées et ont éliminé les cadres restants.
Cette bataille finale a coûté la vie à plusieurs hauts dirigeants des LTTE (en), dont Jeyam, Sornam, Bhanu, Lawrence, Ragunathan Pathmanathan, Sivanadan Somasekaran, Thambiraja Thurairajasingham, Pappa, Laxamanan, Vithusha (en), Balasingham Nadesan (en), Shanmugalingam Sivashankar, Seevaratnam Pulidevan (en), Soosai (en) et Velupillai Prabhakaran qui auraient tenté de fuir. Le matin du 19, des soldats du 4e régiment d'infanterie Vijayabahu dirigé par le lieutenant-colonel Rohitha Aluvihare ont affirmé avoir retrouvé le corps de Prabhakaran, mettant ainsi fin militairement à une guerre séparatiste qui avait défini l'histoire du Sri Lanka pendant trois décennies.
Le 22 mai 2009, le secrétaire srilankais à la Défense, Gotabhaya Rajapaksa, a confirmé que 6 261 membres des forces armées srilankaises avaient perdu la vie et 29 551 avaient été blessés pendant la Guerre de l'Eelam IV depuis juillet 2006. Le brigadier Udaya Nanayakkara a ajouté qu'environ 22 000 cadres des LTTE étaient morts pendant cette période.

## Chronologie des villes reprises par le gouvernement du Sri Lanka
| Zone reprise | Division/Task Force | Date              |
| --- | ------------------- | ----------------- |
| Silawaturai |                     | 2 septembre 2007  |
| Sanctuaire Notre-Dame de Madhu | 57e division (en)   | 24 avril 2008     |
| Ville d'Adampan | 58e division (en)   | 9 mai 2008        |
| Ville de Palampiddi (en) | 57e division (en)   | 16 mai 2008       |
| Village de Mundumurippu | 57e division (en)   | 23 mai 2008       |
| Base de Munagam | 59e division (en)   | 30 mai 2008       |
| Village de Periyamadhu | 57e division (en)   | 15 juin 2008      |
| Villages de Mullikkandal, Minnaniranchan et Marattikannaddi | 58e division (en)   | 24 juin 2008      |
| Région rizicole de Mannar : Villages de Alankulama, Andankulama, Alakaddiveli, Parappakandal, Parappukadatan, Papamoddai, Odupallam, Neduvarampu, Kannaputtukulama and Vannakulama | 58e division (en)   | 29 juin 2008      |
| Ville de Uyilankulam (en) |                     | 29 juin 2008      |
| Liaison avec la 57e division (en) au sud-ouest de Periyamadhu | 58e division (en)   | 30 juin 2008      |
| Base Michael | 59e division (en)   | 4 juillet 2008    |
| Village de Naddankandal | 57e division (en)   | 11 juillet 2008   |
| Village de Navvi | Task Force 2        | 11 juillet 2008   |
| Ville de Vidattaltivu (en) | 58e division (en)   | 16 juillet 2008   |
| Ville d'Iluppaikkadavai |                     | 20 juillet 2008   |
| Campement Suganthan | 59e division (en)   | 27 July 2008      |
| Ville d'Iluppaikkadavai | 58e division (en)   | 2 août 2008       |
| Ville de Vellankulam (en), secteurs de Mulankavil et Pallavarayankaddu | 58e division (en)   | 12 août 2008      |
| Village de Kalvilan (en) | 57e division (en)   | 13 août 2008      |
| Base de Jeevan | 59e division (en)   | 16 août 2008      |
| Ouest du lagon de Nayaroo | 59e division (en)   | 21 août 2008      |
| Nachchikudha | 58e division (en)   | 21 août 2008      |
| Villes de Thunukkai (en) et Uilankulam | 57e division (en)   | 22 août 2008      |
| Ville de Mallavi | 57e division (en)   | 2 septembre 2008  |
| Maniyankulama | 58e division (en)   | 16 Octobre 2008   |
| Vannerikkulama | 58e division (en)   | 20 octobre 2008   |
| Gajabapura | 59e division (en)   | 23 octobre 2008   |
| Nochchimodai | 58e division (en)   | 28 octobre 2008   |
| Jeyapuram et Nachchikuda | 58e division (en)   | 29 octobre 2008   |
| Digue du réservoir d'Akkarayankulam | 57e division (en)   | 29 octobre 2008   |
| Village d'Akkarayankulam | 57e division (en)   | 5 novembre 2008   |
| Kiranchi | 58e division (en)   | 10 novembre 2008  |
| Village de Kumulamunai | 59e division (en)   | 11 novembre 2008  |
| Palavi |                     | 11 novembre 2008  |
| Valaippadu |                     | 13 novembre 2008  |
| Devil's Point et Vallaipadu | 58e division (en)   | 13 novembre 2008  |
| Poonakari | 58e division (en)   | 15 novembre 2008  |
| Maankulam (en) | Task Force 3        | 17 novembre 2008  |
| Olumadu | Task Force 3        | 25 novembre 2008  |
| Otiyamalai | 59e division (en)   | 29 novembre 2008  |
| Ville de Kokavil (en) | 57e division (en)   | 1er décembre 2008 |
| Puliyankulam (en) | Task Force 2        | 4 décembre 2008   |
| Kanakarayankulam (en) | Task Force 2        | 5 décembre 2008   |
| Jonction de Terumurikandy | 57e division (en)   | 10 décembre 2008  |
| Ampakamam | Task Force 3        | 15 décembre 2008  |
| Nadunkerni | Task Force 4        | 20 décembre 2008  |
| Sinna-Paranthan | 58e division (en)   | 23 décembre 2008  |
| Village de Nalanawakulam | 58e division (en)   | 26 décembre 2008  |
| Mulliyawalai (en) | 59e division (en)   | 26 décembre 2008  |
| Iranamadu (en) |                     | 1er janvier 2009  |
| Paranthan (en) | 58e division (en)   | 1er janvier 2009  |
| Ville de Kilinochchi | 57e division (en)   | 2 janvier 2009    |
| Oddusuddan (en) | Task Force 4        | 4 janvier 2009    |
| Ramanathapuram | 57e division (en)   | 7 janvier 2009    |
| Murasumoddai | 58e division (en)   | 8 janvier 2009    |
| Elephant Pass |                     | 9 janvier 2009    |
| Keridattadu | Task Force 4        | 12 janvier 2009   |
| Péninsule de Jaffna |                     | 14 janvier 2009   |
| Dharmapuram | 58e division (en)   | 15 janvier 2009   |
| Digue du réservoir d'Udayarkattukulam | Task Force 2        | 24 janvier 2009   |
| Ville de Mullaitivu | 59e division (en)   | 25 janvier 2009   |
| Ville de Visuamadu | 57e division (en)   | 28 janvier 2009   |
| Ville de Visuamadu | 58e division (en)   | 28 janvier 2009   |
| Chalai | 55e division (en)   | 5 février 2009    |
| Thevipuram | 58e division (en)   | 20 février 2009   |
| Hôpital de Puthukkudiyirippu | 53e division (en)   | 12 mars 2009      |
| Jonction d'Iranapalai | 58e division (en)   | 17 mars 2009      |
| Pachchapulmuddai | 53e division (en)   | 1er avril 2009    |
| Puthukkudiyiruppu | 53e division (en)   | 5 avril 2009      |

## Meurtres de dirigeants des LTTE
- Velupillai Prabhakaran a été tué par les troupes gouvernementales. Son corps a été identifié par des tests ADN le 19 mai 2009[53].
- Soosai (en), chef des Tigres de mer, et Shanmugalingam Sivashankar, chef de l'aile du renseignement des LTTE, ont été tués avec Velupillai Prabhakaran.
- Charles Anthony Prabhakaran a été confirmé mort le 18 mai 2009. L'armée srilankaise a confirmé que le corps retrouvé à Vellamullivaikkal est celui du fils du chef des LTTE.
- Trois corps retrouvés par les troupes de l'armée srilankaise ont été identifiés comme étant ceux de Balasingham Nadesan (en), Seevaratnam Pulidevan (en) et Ramesh le 18 mai 2009.

## Assassinats
- Le ministre srilankais des Affaires étrangères Lakshman Kadirgamar, un Tamoul très respecté par les diplomates étrangers et qui avait vivement critiqué les LTTE, a été assassiné à son domicile le 12 août 2005, prétendument par un tireur d'élite des LTTE[54]. Son assassinat a conduit à la marginalisation des LTTE de la communauté internationale.
- L'assassinat d'un diplomate tamoul de renom, Kethesh Loganathan (en), secrétaire général adjoint de la paix pour la coordination du processus de paix le 12 août 2006 à Dehiwala (en) par balle vers 21 h 30. Il avait été très désireux de ramener la paix dans le pays et a également participé aux pourparlers de paix de Thimphou dans les années 1980. Le président du Sri Lanka Mahinda Rajapaksa a condamné le meurtre et a blâmé les LTTE.
- L'assassinat du prêtre en chef du Santhiveli Pilleyar Kovil Selliah Selliah Parameswaran Kurukkal (en) le 7 février 2007 à son domicile de Batticaloa. Les LTTE et le gouvernement srilankais se sont mutuellement blâmés pour ce meurtre[55],[56]. Le chef du Tamil United Liberation Front, Veerasingham Anandasangaree, a également blâmé les LTTE[57].
- Thiyagarajah Maheswaran, parlementaire de l'UNP[58]. Les paramilitaires du gouvernement ont été accusés[59].
- Une bombe en bordure de route a tué le ministre de la construction de la nation hors cabinet Dassanayake Mudiyanselage Dassanayake (en) le 8 janvier 2008 dans la ville de Ja-Ela (en), située à 19 km au nord de la ville de Colombo[60],[61].
- Un kamikaze présumé des LTTE a tué le ministre des Autoroutes et du Développement routier Jeyaraj Fernandopulle le 6 avril 2008 dans le district de Weliveriya (en) Gampaha[62].
- Le fils de Velupillai Prabhakaran, Balachandran Prabhakaran, âgé de 12 ans, a été exécuté par les soldats de l'armée srilankaise en mai 2009[63].
- Isaipriya et Ushalini Gunalingam ont été violées puis exécutées par les soldats de l'armée srilankaise en mai 2009[64].

## Impact de la guerre sur la vie civile
Amnesty International a également déclaré que l'augmentation de la violence obligeait de nombreux Sri Lankais à fuir le pays et que plus de 2 800 personnes avaient cherché refuge en Inde cette année. L'incapacité de l'État srilankais à assurer une sécurité adéquate et à s'assurer que les attaques contre les civils sont poursuivies a entraîné une peur et une panique généralisées,. Amnesty International a également accusé les LTTE d'enfreindre le droit international en utilisant des civils comme tampons contre l'armée. Un chercheur de l'organisation a déclaré qu'il y avait des cas où des militants avaient forcé des personnes à rester dans des zones tenues par les rebelles pour entraver les opérations de l'armée. L'ONU a rapporté que plus de 20 000 civils ont été tués dans cette récente guerre,,.
|  |
|  |

|  |
|  |

|  |
|  |

Depuis la recrudescence des violences en avril 2006, près de 40 000 personnes ont été déplacées. Cela s'est produit au milieu des frappes aériennes du gouvernement sur les zones civiles de l'Est. Amnesty International a cité des chiffres de l'ONU indiquant qu'un total de 39 883 personnes avaient été déplacées dans le nord et l'est depuis le 7 avril 2006, ajoutant qu'un total de 314 378 personnes avaient été déplacées par le conflit tandis qu'environ 325 000 personnes auraient été déplacées par le tsunami de 2004,,. Le nombre des déplacés s'élevait à environ 127 000 personnes au sein du district de Batticaloa en proie au conflit en mars 2007.

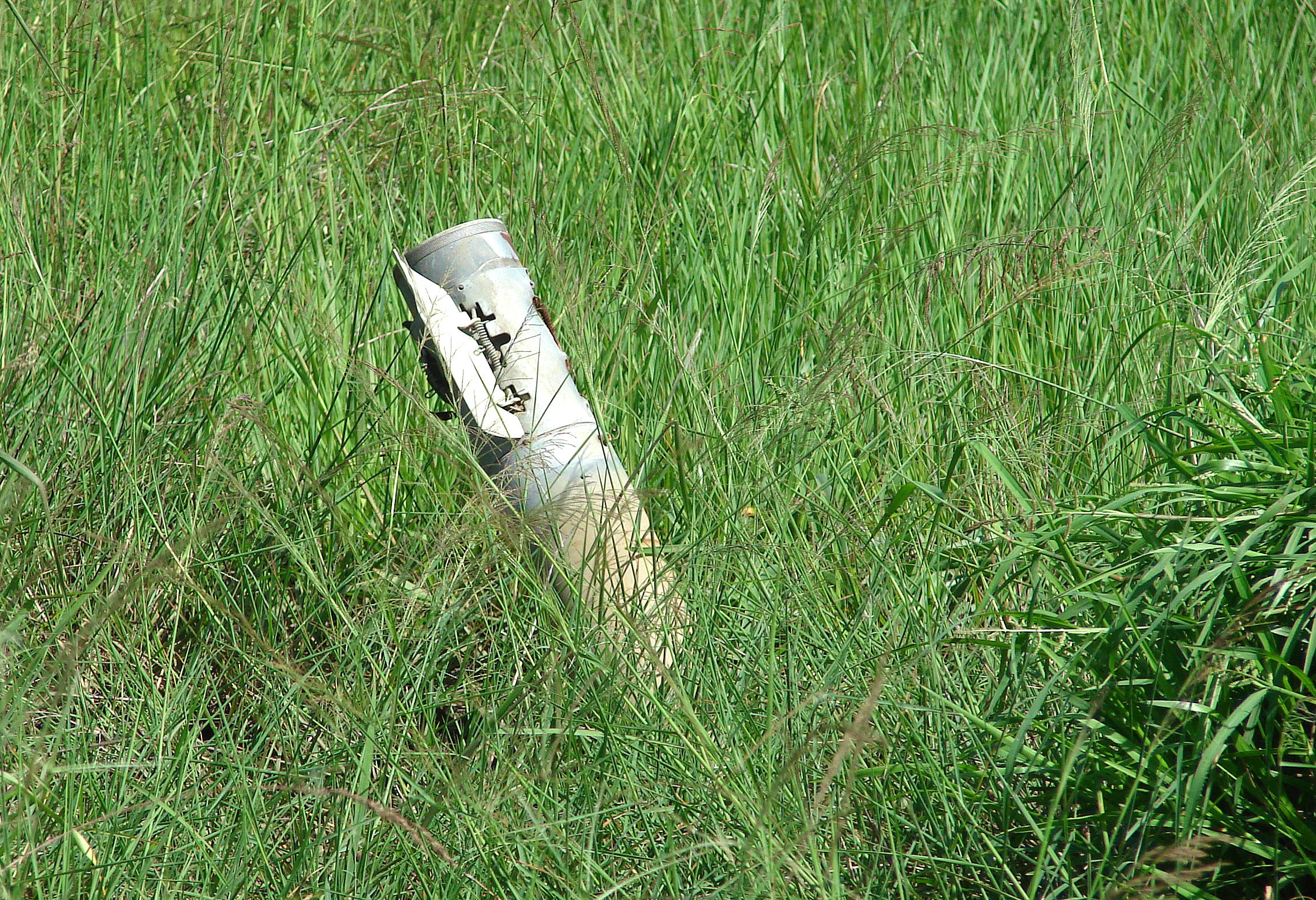
Un projectile non explosé de 122 mm d'un lance-roquettes multiple coincé dans un terrain boueux à Vaharai, Batticaloa.

Après que le Comité international de la Croix-Rouge, les médecins et les responsables gouvernementaux aient quitté la zone de guerre, seuls les prêtres catholiques sont restés avec les gens jusqu'à la fin. L'un des prêtres, le père Mariampillai Sarathjeevan (en), qui conduisait les réfugiés en lieu sûr, est également décédé dans la zone de guerre. Le peuple et le prêtre n'ont pas eu de nourriture pendant cinq jours, et épuisés par des mois de difficultés,,,. Des informations non confirmées indiquent que le prêtre a été agressé par des soldats lorsqu'il s'est approché d'eux pour demander de l'aide.
Le gouvernement srilankais a déclaré fin avril 2009 ralentir l'offensive et qu'il cessera d'avoir recours aux armes de gros calibre et aux bombardements aériens, tandis que les Tigres tamouls ont affirmé pour leur part qu'ils ne déposeront « jamais » les armes.
Le gouvernement srilankais a désigné une zone sans feu à Mullivaikkal (en) près de Mullaitivu vers la fin de la guerre. Le massacre de Mullivaikkal a eu lieu en mai 2009 dans la minuscule bande de terre de Mullivaikkal. Une série de bombardements et d'attaques aériennes a notamment frappé l'hôpital de Mullivaikal. Selon l'ONU, entre 40 000 et 70 000 civils tamouls piégés ont été tués par les actions des forces gouvernementales et des LTTE, la grande majorité de ces civils étant le résultat de bombardements aveugles par les forces armées srilankaises. Le jour du Souvenir de Mullivaikkal commémore les vies perdues à la fin de la guerre civile srilankaise.
Stephen Rapp, l'ambassadeur itinérant des États-Unis pour les questions de crimes de guerre, a appelé à une enquête sur les crimes de guerre en octobre 2009. Son département a soumis un rapport détaillé au Congrès des États-Unis sur les incidents survenus lors du récent conflit au Sri Lanka. Le 25 octobre 2009, le Haut-Commissariat des Nations unies aux droits de l'homme a appelé à une enquête internationale indépendante sur d'éventuels crimes de guerre commis au cours des derniers mois de la guerre au Sri Lanka. L'Observatoire des déplacements internes du Conseil norvégien pour les réfugiés a signalé que le gouvernement srilankais détenait près de 300 000 personnes déplacées dans des camps d'internement gérés par l'armée dans des conditions humanitaires douteuses. Des centaines de milliers de Tamouls sont restés enfermés dans des camps presque entièrement interdits aux journalistes, aux enquêteurs des droits de l'homme et aux dirigeants politiques.